# Чеголи
Чеголи (рос. Чеголи) — присілок у Лузькому районі Ленінградської області Російської Федерації.
Населення становить 104 особи. Належить до муніципального утворення Дзержинське сільське поселення.

## Історія
Згідно із законом від 28 вересня 2004 року № 65-оз належить до муніципального утворення Дзержинське сільське поселення.

## Населення
| 1838 | 1862 | 1958 | 1997 | 2007 | 2010 |
| ---- | ---- | ---- | ---- | ---- | ---- |
| 168  | ↘142 | ↗145 | ↘96  | ↘95  | ↗104 |